# Cyananthus lichiangensis
Cyananthus lichiangensis är en klockväxtart som beskrevs av William Wright Smith. Cyananthus lichiangensis ingår i släktet Cyananthus, och familjen klockväxter. Inga underarter finns listade i Catalogue of Life.